# Ze života hmyzu
Ze života hmyzu je alegorické drama, které se řadí mezi společná díla bratří Čapků, Karla Čapka a Josefa Čapka. Poprvé bylo vydáno v roce 1921. V této komedii o třech dějstvích autoři uplatnili kritický pohled na soudobou společnost, ve které všechny vztahy určují sobecké zájmy. Podle Marka Váchy se bratři Čapkové nejspíše inspirovali díly entomologa a preetologa Jeana-Henriho Fabra, z nichž část vyšla v desátých letech 20. století i v češtině. Zajímavostí také je, že toto drama později přepracoval irský spisovatel Flann O'Brien.

## Příběh

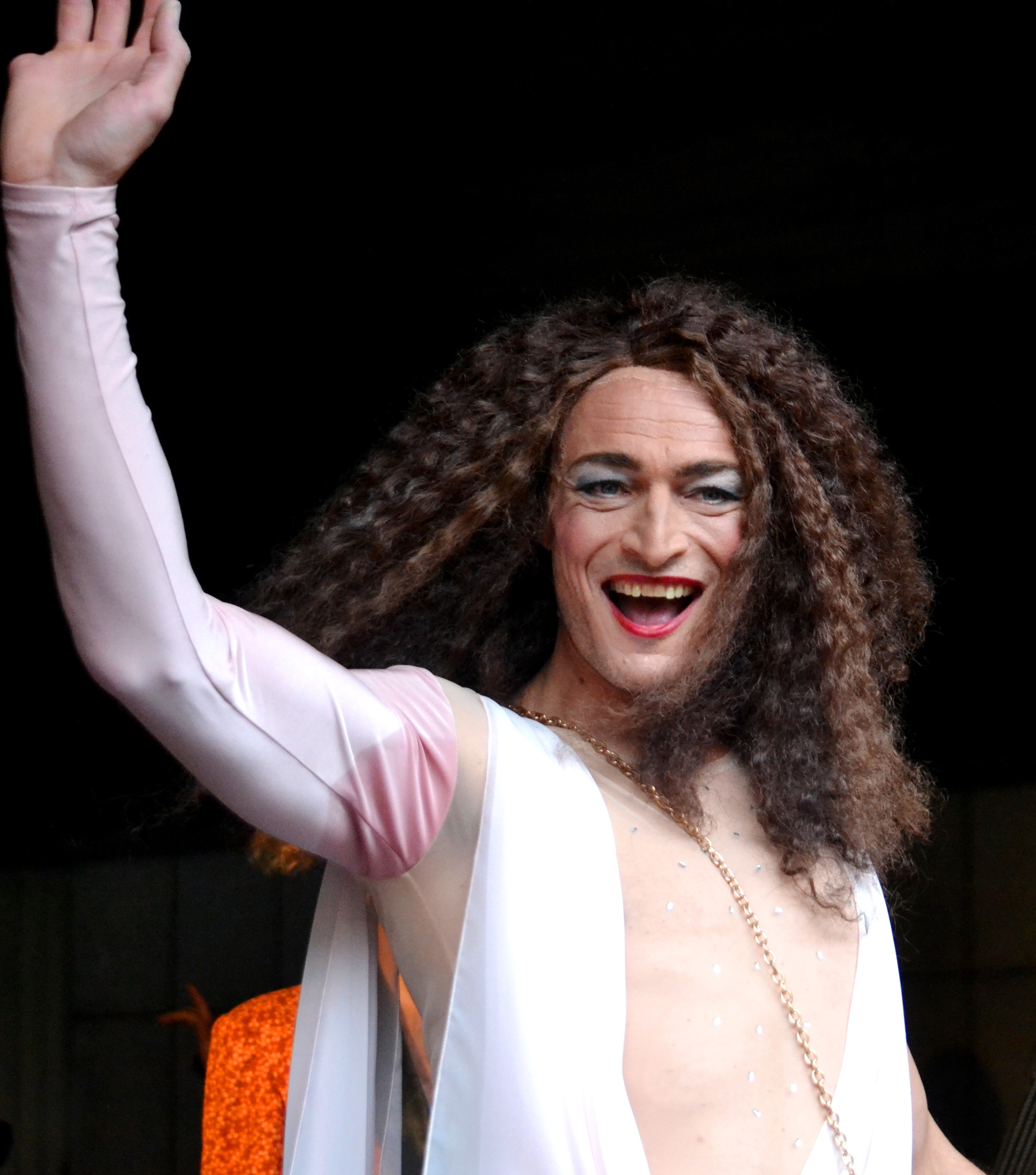
Karel Dobrý jako batolec Iris

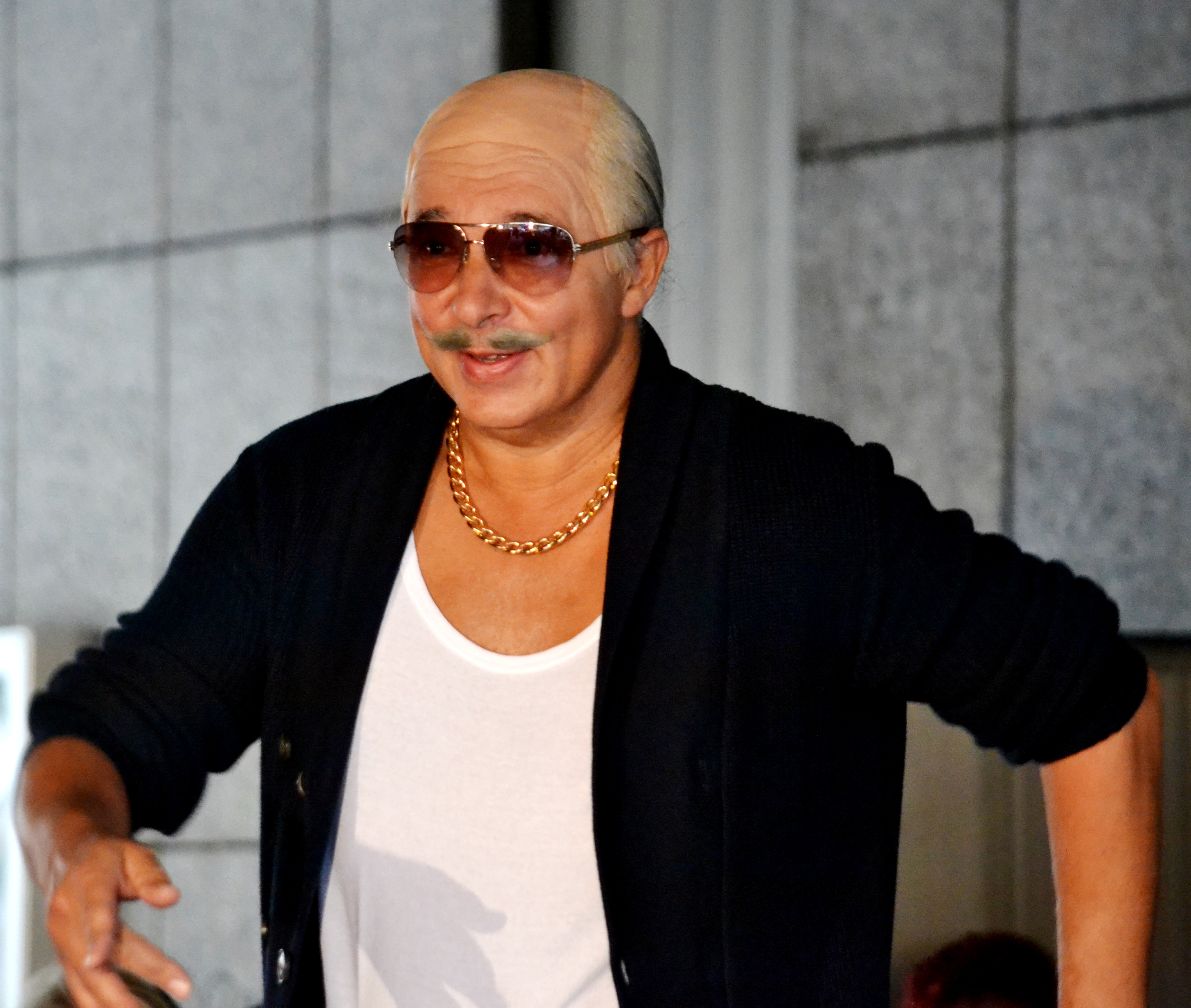
Vladislav Beneš jako lumek

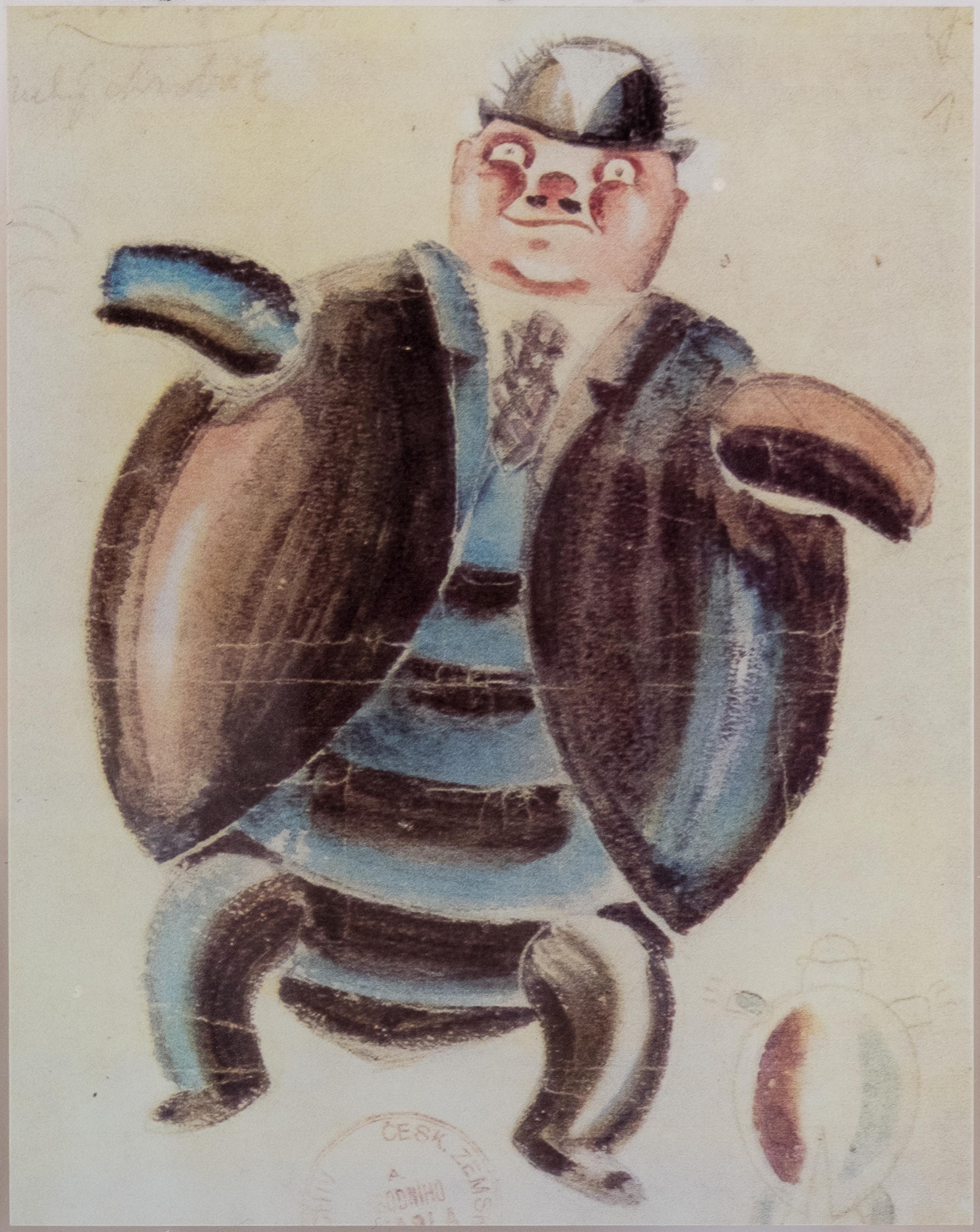
Návrh kostýmu chrobáka (J. Čapek)

### Předmluva
Opilý tulák si v samomluvě stěžuje, že ho lidé oslovují „člověče“, zatímco sami by od něj podobné oslovení nesnesli. On se necítí uražen oslovením, které dokazuje, že je člověkem. Rozhodne se, že když lidé nechtějí být takto oslovováni, bude je považovat za hmyz. Objeví se pedant se síťkou na motýly, který vidí řád přírody ve věčném zápase lásky. Tulák rozvíjí tuto myšlenku ve verši.

### První dějství
V prvním dějství se tulák objevuje mezi pěti motýly (Iris, Clythia, Felix, Viktor a Otakar). Jsou to dva páry a jeden básník. Samičky střídavě koketují s oběma motýly a nakonec odlétají s motýlem té druhé. Jedna se po chvíli vrací, protože jejího milého sežral pták. Je nešťastná, že bude muset snášet vajíčka, která jsou výsledkem jeho lásky a odlétá hledat jiného motýla. Motýl básník zůstává osamocen, protože se mu nepodařilo na své básně žádnou samičku nalákat.

### Druhé dějství
Ve druhém dějství se objevuje pár chrobáků valící svoji kuličku trusu, pro kterou hledají úkryt. Je pro ně drahocenným majetkem a smyslem života. Při hledání úkrytu jim však jiný chrobák kuličku ukradne. Stejně chamtivý je i cvrček, který se raduje, že jiného cvrčka sežral pták a on se může i se svou ženou, která čeká potomky, nastěhovat do jeho bytu. Oba se ale po chvíli stanou oběťmi lumka, který vytváří zásoby potravy pro svou dceru larvičku. Larvičku nakonec i se zásobami vytvořenými jejím otcem sežere parazit.
V průběhu jednání tulák rozmlouvá s kuklou, která neustále vykřikuje, že se z ní zrodí něco ohromného a velkolepého.

### Třetí dějství
Třetí dějství je věnováno mravencům, kteří pracují v rychlém tempu a neohlížejí se na jedince. Mnozí podléhají tempu práce a umírají v zájmu celku. Celé společenství vede slepý mravenec, který udává rychlost práce počítáním do čtyř. Protože mravenci touží po velkém území a nadvládou nad ostatními mravenčími druhy, vedou bitvu se žlutými mravenci – jediným druhem, který si sami ještě nepodmanili nebo jej nezničili. Ten nakonec válku vyhraje. Vůdce žlutých vítězných mravenců se prohlašuje za „vladaře vesmíru“, posléze se modlí k Bohu a mluví o národní cti, o obchodních zájmech a o dějinách. Vtom ho tulák s nenávistnými slovy zašlápne.

### Epilog
Tulák se probouzí ve tmě. Najednou se rozsvítí a tulák vidí rej jepic, které se radují ze života a při tanci hynou. Kukla z druhého dějství se také promění v jepici a posléze zahyne.
V závěru umírá i tulák a jeho smrti přihlížejí dva neteční slimáci. Do lesa přichází dřevorubec, který vysloví myšlenku, že když jeden člověk zemře, druhý se narodí.

## Zajímavosti
Drama nabízí i alternativní konec, ve kterém tulák nezemře, ale po odchodu slimáků se probouzí a zjistí, že se mu vše jen zdálo. Když se objeví dřevorubci, nabídnou mu práci a tulák se tak začleňuje do společnosti.

## Překlady
- angličtina: Paul Selver
- slovenština: Milo Urban

## Adaptace
- 1922 : Ze Života hmyzu (světová premiéra hry v brněnském Mahenově divadle) [5]

- 1981: Ze života hmyzu. Kvintet pro flétnu, violu, housle, violoncello a klavír (Alexej Fried)[6]
- 1987: Opera Zo života hmyzu (Ján Cikker na vlastní libreto)
- 1985–1987: Opera Hyönteiselämää (Kalevi Aho na vlastní libreto)
- 2024 : Ze života hmyzu (premiéra v brněnském Mahenově divadle) 11.10.2024 [7]